# Nudnik
Nudnik era una serie di cortometraggi animati di Gene Deitch, che era pubblicata tra il 1965 e il 1967, con la compagnia di Paramount Pictures.

## Cortometraggi
| Anno           | Titolo                 |
| -------------- | ---------------------- |
| 1 agosto 1965  | Here's Nudnik          |
| novembre 1965  | Drive On, Nudnik       |
| marzo 1966     | Home Sweet Nudnik      |
| 12 marzo 1966  | Nudnik on a Shoestring |
| maggio 1966    | Welcome, Nudnik        |
| luglio 1966    | Nudnik on the Roof     |
| settembre 1966 | From Nudnik with Love  |
| gennaio 1967   | Nudnik On A Showcase   |
| marzo 1967     | Nowhere With Nudnik    |
| aprile 1967    | Goodnight Sweet Nudnik |
| maggio 1967    | Who Needs Nudnik??     |
| maggio 1967    | Nudnik on the Beach    |
| giugno 1967    | Good Neighbor Nudnik   |
| agosto 1967    | Nudnik's Nudnickel     |
| settembre 1967 | I Remember Nudnik      |